# کیلامارش
کیلامارش (به انگلیسی: Killamarsh) یک شهرک و محله مدنی در بریتانیا است که در North East Derbyshire واقع شده‌است. کیلامارش ۹٬۴۴۵ نفر جمعیت دارد.